# Banco de dados de séries temporais

Captura de tela do software Grafana, uma interface gráfica para exibição de dados de monitoria, mostrando uma série temporal lida de um banco de dados.

Um banco de dados de séries temporais do inglês Time series database (TSDB) é um sistema de software que é otimizado para armazenar e servir em séries temporais através de pares de tempo(s) e valor(es) associados. Em alguns campos, as séries temporais podem ser chamadas de perfis, curvas, traços ou ainda, tendências. Vários bancos de dados iniciais de séries temporais estão associados a aplicações industriais que poderiam armazenar de forma eficiente valores medidos a partir de equipamentos sensoriais (também conhecidos como historiadores de dados), mas agora são usados para suportar uma gama muito maior de aplicações.
Em muitos casos, os repositórios de dados de séries temporais utilizarão algoritmos de compressão para gerenciar os dados de maneira eficiente. Embora seja possível armazenar dados de séries temporais em muitos tipos de bancos de dados diferentes, o design desses sistemas com o tempo como um índice chave é distintamente diferente dos bancos de dados relacionais que reduzem relacionamentos discretos por meio de modelos referenciais.